# Zambesa ocypteroides
Zambesa ocypteroides là một loài ruồi trong họ Tachinidae.